# Projekt unii francusko-brytyjskiej

Wszystkie terytoria Francji (na niebiesko) i Wielkiej Brytanii (na czerwono)

Projekt unii brytyjsko-francuskiej został przedłożony przez premiera Francji Guya Molleta podczas spotkania 10 września 1956 premierowi Wielkiej Brytanii Anthony'emu Edenowi. Brytyjski premier propozycję odrzucił, wtedy pojawiła się następna propozycja włączenia Francji do Wspólnoty Narodów, zdaniem Molleta królowa angielska bez problemu mogłaby się stać głową Francji.